# تاریخ اسلام
«تاریخ اسلام» از شبه‌جزیره عربستان با پیامبری محمد در سده هفتم میلادی آغاز شد. برطبق باور مسلمانان، محمد فرستاده خدا می‌باشد و قرآن نیز معجزه‌ای است که به همراه دارد. توسعهٔ تاریخی اسلام بر ساختار سیاسی، اقتصادی و نظامی چه در خارج و چه در داخل جهان اسلام تأثیر گذاشته‌است.

## معرفی

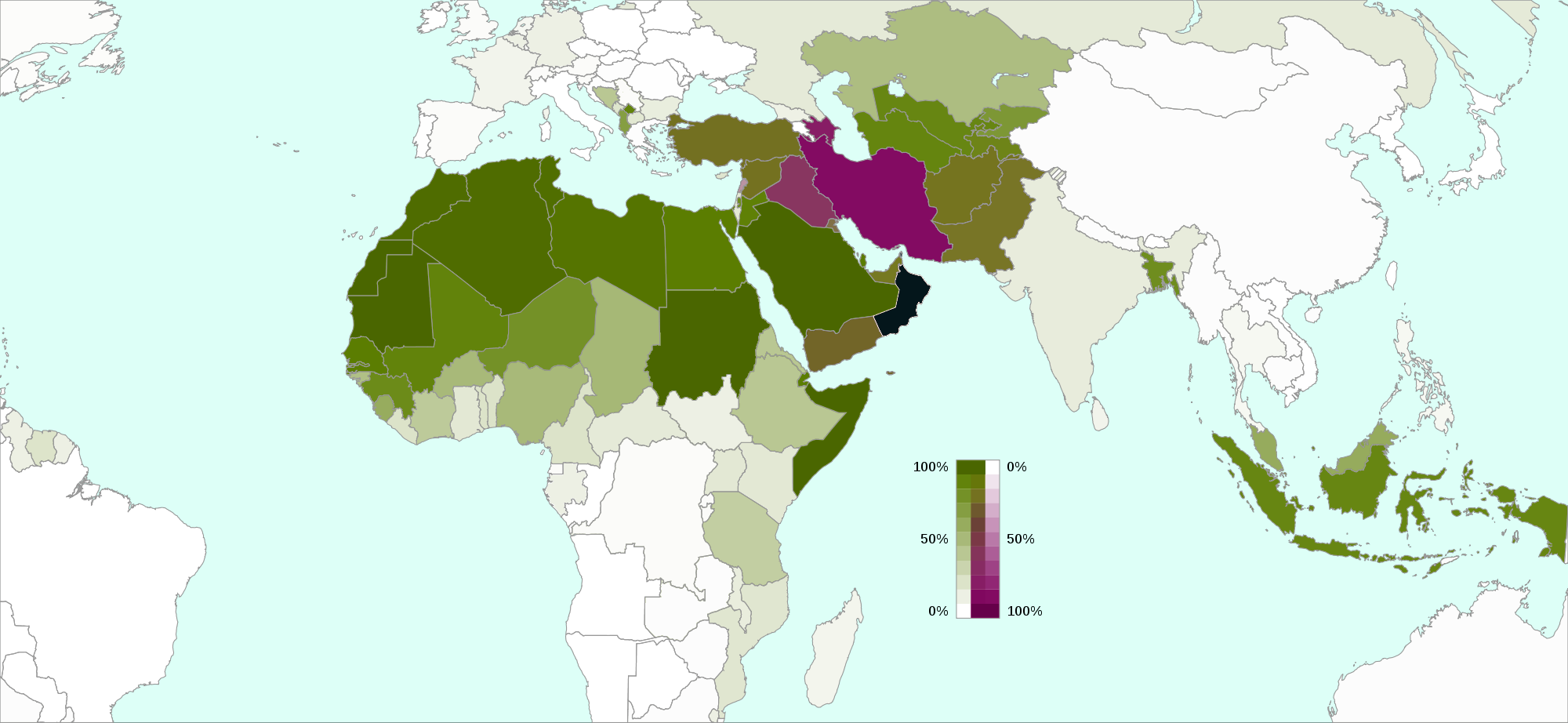
اسلام در جهان مدرن و امروزی سنی شیعی اباضی

اسلام دینی یکتاپرستانه و یکی از دین‌های ابراهیمی جهان است. پیروان این دین را مسلمان می‌نامند. مسلمانان بر این باورند که خدا مستقیماً بر بسیاری از پیامبران خود وحی فرستاده و محمد آخرین آن‌ها است. تا امروز، اسلام از نظر شمار رسمی پیروان دینی، پس از دین مسیحیت در رتبه دوم جای دارد. کتاب دینی مسلمانان، قرآن نام دارد که بر باور مسلمانان محمد بن عبدالله آن را به وسیلهٔ وحی الهی دریافت می‌نمود و آن را به مسلمانان ابلاغ می‌کرد. دین اسلام دارای مذاهب و فرقه‌های بسیاری است؛ اما عمدتاً به دو مذهب سنی و شیعه تقسیم می‌شود که هر یک از آن‌ها نیز زیر شاخه‌های متعددی دارند. ۹۰ درصد جمعیت مسلمانان جهان را سنی‌ها تشکیل می‌دهند.

## منشأ و پیدایش اسلام

### قبایل عرب:
قبایل عرب بر اساس تبار و نژاد به دو گروه جنوبی یا یمنی (قحطانی) و شمالی (عدنانی) که خود قبایل و عشایر مختلفی داشتند و در مناطق تهامه، نجد، یمامه، حجاز، شام و عراق پراکنده بودند، تقسیم می‌شدند. بسیاری از قبایل جنوبی به مناطق شمالی نقل مکان کرده بودند و بیشتر اعراب ساکن مناطق شمالی صحرانشین بودند و به‌طور عمده به شتر پروری و شترداری اشتغال داشتند. در هنگام ظهور اسلام در شبه‌جزیره عربستان، اعراب سه دسته بودند:
1. اعراب بائده: قدیمی‌ترین قوم اعراب که پیش از همه در عربستان می‌زیستند، اما نسل‌شان منقرض شده بود.
2. اعراب نجد: این قوم در شرق شبه جزیره زندگی می‌کردند که امروزه نیز، نام عربستان را به نام جد خودشان سعود، یعنی عربستان سعودی قرار دادند.
3. اعراب حجاز: اصیل‌ترین قوم عرب بودند که در شمال و غرب شبه جزیره عربستان ساکن بودند و به دلیل نسب بالاتر، انتساب به ابراهیم خلیل و پرده‌داری کعبه محترم‌ترین قوم عرب به حساب می‌آمدند.[۴]

### پیامبری و فراخواندن به اسلام:
« محمد بن عبدالله بن عبدالمطلب بن هاشم بن عبدالمناف» (زاده ۵۷۰_۶۳۲ میلادی) بنیان‌گذار و پیامبر دین اسلام و در نظر مسلمانان، آخرین و بزرگ‌ترین پیامبر در سلسله پیامبران می‌باشد. مسلمانان محمد را تحویل دهنده کتاب آسمانی قرآن و بازگرداننده آیین اصلی و تحریف نشده یکتاپرستی (یا همان دین آدم، ابراهیم، موسی، نوح، عیسی و سایر پیامبران پذیرفته شده در اسلام) می‌دانند. او همچنین به عنوان یک سیاستمدار، بازرگان، فیلسوف، خطیب، قانون‌گذار، فرمانده جنگی، و برای مسلمانان و پیروان برخی مذاهب دیگر، مأمور تعلیم فرمان‌های الهی محسوب می‌شود. به‌عقیده مسلمانان و به تصریح قرآن، محمد قبل از دریافت وحی یا بعثت همچون پدرانش به دین حنیف که آن را آیین ابراهیم و برمبنای یکتاپرستی می‌دانند، بوده‌است.
در منابع اسلامی اینطور آمده که محمد، در سن ۴۰ سالگی به پیامبری برگزیده شد و در بین مردان ابوبکر و علی و در بین زنان خدیجه اولین کسانی بودند که به وی ایمان آوردند. محمد تا سه سال پس از بعثت دعوت خود را آشکار نکرد و پس از سال سوم با وحی از طرف خداوند، دعوت خود را آشکار نمود. اولین گروهی که محمد آن‌ها را آشکارا به اسلام دعوت نمود، عمو زادگان خود مردان بنی هاشم بودند. پس از آن به کوه صفا رفت و تمام قوم قریش را آشکارا به اسلام دعوت نمود.
در ابتدا سران قریش نسبت به دعوت محمد بی‌اعتنا بودند؛ اما زمانی که محمد به تمسخر و توهین به بت‌ها پرداخت، سران قریش نیز تصمیم به مقابله با محمد گرفتند. اولین اقدام آن‌ها گفتگو با ابوطالب بود تا او محمد را از اسلام‌خواهی بازدارد. ابوطالب نیز به خواست آنان با محمد به گفتگو پرداخت که محمد نیز در جواب، وعده‌ها و پیشنهادهای آنان را رد کرد. اینکار چندین بار توسط اعراب صورت گرفت تا در نهایت محمد عزم راسخ خود در این راه را با ابوطالب در میان گذاشت و او نیز در جواب خود را حامی و همراه محمد خواند.
سران قریش پس از آنکه کمک خواستن از ابوطالب را بیهوده دیدند، تصمیم به یاری جستن از یهودیان مدینه گرفتند. علمای یهود نیز سه سؤال را برای پرسیدن از محمد مطرح کردند و گفتند اگر محمد پاسخ این‌ها را بداند، در پیغمبری او شکی نیست. سران قریش زمانی که به مکه بازگشتند آن‌ها را از محمد جویا شدند، محمد نیز به آنان قول پاسخ گویی داد؛ تا آنکه پس از ۱۵ روز، درست زمانی که سران قریش احساس پیروزی می‌کردند. پاسخ آن‌ها را داد. جبرئیل دلیل این تأخیر را اعتماد به خود داشتن محمد و نه توکل بر خداوند عنوان کرد و از او خواست تا بعد از آن فقط بر اراده خداوند توکل کند.  از سوی دیگر با افزایش تعداد مسلمانان، بت پرستان قریش نیز آزار و اذیت خود را بیشتر کرده و حتی آنان برخی از آنان را شکنجه می‌کردند. در این بین سمیه اولین زنی بود که در راه اسلام کشته شد و بسیاری از صحابه محمد، چون بلال و عمار یاسر نیز مورد شکنجه‌های سخت قرار گرفتند.

### هجرت مسلمانان به حبشه:
در منابع اسلامی اینطور آمده که عده‌ای برای رهایی از آزار قریشیان، به منظور زندگی در یک محیط آرام، بپا داشتن شعائر دینی و پرستش الله، تصمیم گرفتند، که خاک مکه را ترک گویند و به حبشه هجرت کنند.

### هجرت محمد و مسلمانان به مدینه:
سال هجرت محمد از مکه به مدینه، ۱۳ سال پس از پیامبری در سپتامبر ۶۲۲ میلادی (اول ربیع‌الاول/شهریور سال اول هجری) مبدأ تاریخ مسلمانان، موسوم به تاریخ هجری می‌باشد که به دستور علی بن ابیطالب در زمان خلافت عمر بن خطاب وضع گردید.

## خلافت راشدین

### پیش‌زمینه:
خلفای راشدین، اصطلاحی‌است که به چهار خلیفه بعد از محمد یعنی ابوبکر و عمر و عثمان و علی بن ابیطالب گفته می‌شود. اهل سنت عقیده دارند که محمد شخص خاصی را به عنوان جانشین خود معرفی نکرد و در برابر، شیعیان عقیده دارند محمد به فرمان خداوند بارها علی بن ابیطالب را به عنوان جانشین خود معرفی کرد. از جمله در دعوت خویشاوندان یعنی یوم الدار و واقعه غدیر خم. بعد از مرگ محمد در حالی که گروهی از صحابه مانند ابوبکر و علی بن ابی‌طالب مشغول غسل دادن پیکر محمد بودند، گروهی از صحابه به نام انصار در محلی به نام سقیفه جمع شدند تا جانشین محمد را تعیین کنند. هنگامی که این خبر به ابوبکر رسید وی به همراه عمر به آن محل رفتند در حالی که علی بن ابیطالب، همچنان مشغول دفن پیکر محمد بود. در محل سقیفه مناقشاتی رخ داد؛ تا اینکه بر اثر سخنان عمر، با ابوبکر بیعت شد و وی به عنوان جانشین محمد انتخاب شد. بر اساس متون تاریخی تا زمانی که فاطمه، دختر محمد زنده بود، نتوانستند از علی بن ابیطالب برای ابوبکر بیعت بگیرند.

### خلافت راشدین:
در دوران ابوبکر، لشکریان مسلمین توانستند پیامبران دیگر در شبه‌جزیره عربستان را سرکوب کنند. در دوران خلیفه دوم یعنی عمر، لشکریان مسلمین سرزمین‌های ایران و سوریه را فتح کردند. بعد از آنکه خلیفه دوم به دست پیروز نهاوندی به شدت زخمی شد، دستور داد برای انتخاب خلیفه بعدی شورایی تشکیل بشود که اعضای آن شش نفر، از جمله عثمان و عبدالرحمن و علی ابن ابیطالب بودند. خلیفه دوم دستور داد اگر نظرات مساوی شد آن کسی خلیفه بشود که عبدالرحمن وی را تأیید کند. عبدالرحمن به علی ابن ابیطالب پیشنهاد مقام خلافت را با سه شرط داد: اول پیروی از سنت پیامبر، دوم پیروی از قرآن و سوم پیروی از شیوه حکومت خلیفه اول و دوم. علی ابن ابیطالب شرط سوم را قبول نکرد؛ اما عثمان قبول کرد و به مقام خلافت رسید. در تمامی دوران خلفای اول و دوم و سوم، علی ابن ابیطالب در هیچ‌کدام از فتوحات اسلامی در مرزها شرکت نکرد. دوران خلافت ابوبکر دو سال، عمر ده سال، عثمان حدود دوازده سال و دوران خلافت علی ابن ابیطالب کمتر از پنج سال طول کشید.

## خلافت امویان
معاویه فرزند ابوسفیان، در دوران خلافت عمر بن خطاب و عثمان بن عفان، حاکم بر منطقه شام بود. بعد از به قتل رسیدن خلیفه سوم، معاویه با شعار خونخواهی از قاتلان عثمان وارد جنگ با علی ابن ابیطالب (که او را مقصر قتل او می‌دانست) شد. عمرو عاص مشاور معاویه، در آخرین جنگ پیشنهاد داد تا قرآن‌ها را بر سر نیزه کنند. بدین طریق سربازان علی از جنگ خودداری کردند؛ زیرا خود را در برابر قرآن می‌دیدند. سپس مسئله حکمیت پیش آمد و دو نفر از طرفین برای مذاکره در محلی جمع شدند؛ یکی عمروعاص و دیگری ابوموسی اشعری. در طول مذاکره، قرار شد هر دو طرف امیران خود را از قدرت کنار بزنند؛ اما عمروعاص بعد از آنکه ابوموسی اشعری علی ابن ابیطالب را از خلافت برکنار اعلام کرد، عمروعاص معاویه را خلیفه معرفی کرد. با این‌حال تا زمانی که علی ابن ابیطالب زنده بود،  همچنان خلیفه به‌شمار می‌آمد. بعد از کشته شدن علی بن ابیطالب فرزندش حسن به خلافت رسید و به جنگ با معاویه رفت. در مورد صلحی که میان حسن ابن علی و معاویه صورت گرفت، نظرات مختلفی وجود دارد؛ از جمله آنکه خود حسن ابن علی مایل به جنگ نبود و نظرات دیگری نیز هست که وی مجبور به صلح شد. در هر حال یکی از شروط صلح این بود که معاویه برای خود جانشینی تعیین نکند؛ اما برخلاف پیمان، معاویه فرزندش یزید را جانشین خود معرفی کرد. معاویه در سال ۶۰ هجری درگذشت و بعد از او یزید بن معاویه به خلافت رسید. در دوران خلافت یزید حوادثی چون کشته شدن حسین ابن علی در نبرد کربلا، قتل‌عام در شهر مدینه و به آتش کشیدن کعبه اتفاق افتاد که موجب بدنامی این خلیفه در تاریخ شد.

#### قیام مختار ثقفی:
مختار ابن ابوعبید ثقفی (تولد ۱_۶۷ هجری) متولد شهر مدینه بود. پدر او ابوعبید ثقفی، اولین داوطلب برای فتوحات اسلامی در مرزهای ایران بود که در نبرد پل به دست فیل های ساسانی کشته شد. مختار در کودکی پدر و برادرانش را در حمله به ایران از دست داد و تحت سرپرستی عمویش سعید ثقفی، که از طرفداران علی ابن ابیطالب نیز بود قرار گرفت؛ از اینرو، در دوران خلافت علی به حکومت مدائن (تیسفون فتح‌شده) رسید. هنگامی که مردم کوفه از حسین بن علی دعوت کردند که به شهر آنان بیاید حسین پسرعموی خود، مسلم بن عقیل را برای بررسی اوضاع کوفه به عراق فرستاد و اولین کسی که برای همکاری با فرستاده او دست بیعت داد، مختار بود، که بعد از کشته شدن مسلم در کوفه به اتهام کمک به او زندانی گشت و در زمان نبرد کربلا نیز، بنا بر روایاتی در زندان بود. مختار با وساطت شوهر خواهر خود عمر بن سعد، از زندان آزاد شد و به عبدلله بن زبیر در حجاز ملحق گشت. وی بارها به ملاقات محمد حنفیه از دیگر فرزندان علی و برادر حسین ابن علی رفت. مختار چندین بار برای علی ابن حسین (سجاد) نامه فرستاد و از او برای قیام و انتقام گرفتن از قاتلین پدرش اجازه خواست؛ اما سجاد قبول نکرد. مختار سپس دوباره نزد محمد حنفیه رفت؛ اما او نیز اجازه مستقیمی نداد. در نهایت مختار بعد از سه سال، دوباره به کوفه بازگشت و با این ادعا که از طرف محمد حنفیه مسئول قیام شده‌است شیعیان را به بیعت با خود دعوت کرد و یک نامه کتبی از محمد حنفیه نشان یارانش داد. برخی از یاران مختار، نسبت به نامه او تردید کردند و گمان کردند که جعلی‌است. برای همین ابتدا به مدینه نزد علی بن حسین رفتند و او عموی خود محمد حنفیه را مسئول این کارها معرفی کرد و خود را کنار کشید. این عده از یاران مختار به مکه رفتند و محمد حنفیه به آنان گفت که مختار را یاری کنند. مختار رهبر سومین قیام علیه خلاف اموی بود که در سال ۶۵ هجری قمری با کمک ابراهیم بن مالک اشتر فرمانده لشگرش، توانست کوفه را فتح کند و بر بر کل عراق حکومت کند و به دستور او برای جنگ با عبیدالله بن زیاد که با ارتشی عظیم، از شام به سوی عراق حرکت کرده بود از کوفه خارج شد. دشمنان مختار از این فرصت استفاده کردند و علیه او شورش کردند. اما در نهایت، ابراهیم اشتر با سپاه خود به کوفه بازگشت و شورشیان سرکوب شدند. به نقلی چندین هزار نفر از کسانی که با حسین بن علی جنگ کرده بودند در داخل شهر کوفه دستگیر و کشته شدند. هر کس که در کربلا حضور داشت کشته شد و بسیاری دیگر زندانی شدند. ابراهیم اشتر بعد از سرکوب شورش دشمنان مختار بار، در جنگی عظیم با عبیدالله بن زیاد توانست ارتش شام را شکست بدهد و سر ابن زیاد را برای مختار فرستاد. شکست ارتش شام اوج اقتدار حکومت مختار بر عراق بود. عبدالله ابن زبیر، حاکم حجاز که وجود مختار را به شدت به زیان خود می‌دید به برادرش مصعب بن زبیر دستور داد که به کوفه حمله کند. ابراهیم اشتر که بعد از کشتن ابن زیاد حاکم منطقه موصل در شمال عراق شده بود، برای کمک به مختار اقدامی نکرد. پس مصعب کوفه را فتح کرد و به مدت چهل روز، قصر کوفه را محاصره کرد. در نهایت مختار با تعداد اندکی از سربازانش به نبرد با زبیریان پرداخت و به قتل رسید و مصعب سرش را از بدنش جدا کرد.
حکومت مروانیان:
(ناقص)

## خلافت عباسیان
عباسیان از نسل عباس بن عبدالله عموی محمد بودند. بعد از کشته شدن حسین ابن علی، گروهی از شیعیان گرد محمد حنفیه جمع شدند و او را امام خود معرفی کردند؛ این گروه به کیسانیه مشهور شدند. بعد از مرگ محمد حنفیه، فرزند او به نام هاشم بن محمد از سوی کیسانیه امام دانسته شد؛ اما بعد از مرگ هاشم، در مورد جانشین او اختلاف نظر پیش آمد. تا اینکه محمد ابن علی ابن‌عباس به عنوان جانشین رسمی معرفی شد و بدین گونه عباسیان وارد عمل شدند. در اواخر دوران حکومت مروانیان، عباسیان با تشکیلات وسیع ارتباطی و تبلیغاتی خود در نواحی مختلف به خصوص در خراسان، با شعار "الرضا من ال محمد" (رضا از خاندان محمد است) توانستند نیروهای فراوانی را گرد خود برای مبارزه با مروانیان جمع کنند. حکومت مروانیان در سال ۱۳۲ سقوط کرد و سفاح اولین خلیفه عباسی به خلافت رسید. بعد از او منصور به خلیفه مسلمین شد و او که مرد قدرتمندی بود، بسیاری از شورش‌هایی که در دوران خلافتش اتفاق افتاد را سرکوب کرد. علویان خیلی زود دست به شورش علیه عباسیان زدند و منصور پایتخت خلافت را به بغداد منتقل کرد. هارون الرشید که پنجمین خلیفه عباسی، قدرتمندترین خلیفه عباسی بود و در دوران او، قلمرو این خلافت به اوج خود رسید؛ اما پس از مرگ او حکومت های مستقلی در نواحی مختلف خلافت به وجود آمد. به‌طور مثال، در دوران خلافت مأمون، فرزند او در خراسان حکومت طاهریان را به وجود آورد. عباسیان بیش از پانصد سال خلافت کردند و در این دوران پر فراز و نشیب گاهی قدرت آنان بسیار کم و تحت کنترل (مانند دوران حکومت های آل بویه و سلجوقیان) و گاهی زیاد، مانند دوران هارون الرشید. سرانجام در سال ۶۵۶ میلادی، بغداد توسط نیروهای مغول فتح شد و خلافت عباسیان سقوط کرد.

### خلافت فاطمیان
(ناقص)

## گسترش اسلام و دولت‌های اسلامی
فتح عربستان:

دوران خلفا
گسترش قلمرو اسلام در زمان محمد، ۶۲۲–۶۳۲
گسترش قلمرو اسلام در زمان خلفای راشدین، ۶۳۲–۶۶۱
گسترش قلمرو اسلام در زمان خلفای اموی، ۶۶۱–۷۵۰

محمد، پیامبر اسلام با هجرت از مکه به مدینه پایه‌های سیاسی اسلام را بنیان گذاشت و برای دفاع از آن در مقابل دشمنان خود به خصوص مخالفان مکی جنگید. همچنین چندین نبرد (نبرد موته و تبوک) را برای تحکیم و حفظ دولت اسلامی با رومیان در شام داشت؛ و به‌دنبال صلح حدیبیه با مکیان در نهایت موفق به فتح مکه شد و توانست سراسر عربستان را به تسلط خود درآورد. همچنین به امپراتوری‌های (مانند ساسانیان، بیزانس و حبشه) اطراف خود نامه فرستاد و آن‌ها را به اسلام دعوت کرد.
فتح شام و اورشلیم:
پس از درگذشت محمد، خلیفه اول برای دفع پیامبران دیگر و برگشتگان از اسلام، به سلسله جنگ‌هایی پرداخت حکومت بر شبه‌جزیره عربستان را تثبیت کرد. در زمان او مسلمانان به سوی نبرد با رومیان و فتح شام نیز شتافتند و مناطق فلسطین به دست مسلمانان در آمد. در زمان خلیفه دوم، عمر بن خطاب مسلمانان دمشق را فتح کردند و با پیروزی در نبرد یرموک در سال ۱۳ هجری، هراکلیوس، امپراتور بیزانس شام را رها کرد و به قسطنطنیه رفت؛ پس شام به‌تدریج به‌دست مسلمانان افتاد و تا کوه‌های توروس در آسیای صغیر نیز پیش رفتند. اورشلیم که در آن زمان «ایلیاء» نام داشت به هنگام حمله عمر به شام، از سوی اسقف اعظم وقت، تسلیم شد و تمام یهودیه نیز به دست اعراب مسلمان فتح شد.
فتح مصر:
از آن پس عمر به گسترش فتوحات در مصر و شمال آفریقا شتافت و مصر در اواخر خلافت عمر، توسط عمرو بن عاص فتح گردید.

### فتح ایران:
اوضاع ایران در اواخر عصر ساسانیان بسیار آشفته بود و اقدامات نسنجیده خسرو پرویز اوضاع را آشفته‌تر کرد. کشتن حاکم حیره باعث از بین رفتن سد حیره در مقابل اعراب شد. این آشفتگی‌ها اعراب را تحریک کرد که به ایران حمله کنند. با صدور فرمان حمله به ایران به دستور عمر بن خطاب در سال ۱۲ هجری، "مثنی بن مخربه شیبانی" حمله به ایران را آغاز کرد. پس از وی ابوعبید بن مسعود ثقفی داوطلب شد. اما وی در نبرد پل کشته شد. بعد از وی سعد بن ابی وقاص مأمور حمله به ایران شد. سعد در جنگ قادسیه در سال ۱۶ هجری، با مرگ رستم فرخ‌هرمزد فرمانده سپاه ایران، آنان را شکست داد. آخرین رویارویی ایرانیان و اعراب در سال ۲۱ هجری و در نبرد نهاوند به فرماندهی نعمان بن مقرن صورت پذیرفت که با پیروزی اعراب پایان یافت. با مرگ یزدگرد سوم در سال ۳۱ هجری، ایران ساسانی به وسیله اعراب مسلمان فتح شد.

### فتح ماوراءالنهر:
(ناقص)
فتح شمال افریقا و اسپانیا:
(ناقص)
خلاصه:
در دوره محمد، تنها نیمه غربی شبه‌جزیره عربستان در دست مسلمانان بود. در عهد ابوبکر تمام شبه‌جزیره عربستان تصرف شد. در عهد عمر مسلمانان تا عراق و ماوراءالنهر و شمال دریای مکران و بیشتر ایران (به جز طبرستان و هند و...)، شام و مصر و باریکه سواحل لیبی را فتح کرد. در زمان عثمان، مسلمین تا دریاچه آرال و کناره‌های دریای کاسپین تا دریای سیاه (شرق آسیای صغیر و جنوب قفقاز)، جنوب اسوان و قسمت اعظم سواحل لیبی را متصرف شدند. در دوره عثمان، گستره ممالک اسلامی در شرق تا سیستان و خراسان بود و ایران و آذربایجان و ارمنستان، و در غرب شامل تمامی آنچه شامات (یعنی اردن، سوریه، فلسطین، لبنان) نامیده می‌شد و مصر بود. این مناطق پیش از آن زیر سلطه دولت روم شرقی (بیزانس) بود. مردمان این مناطق، بخشی عرب و بخشی رومی بودند. پس از اسلام، ترکیب جمعیتی این دیار به سود اعراب چرخید و فرهنگ عربی به جز برخی از اقلیت‌های قومی_مذهبی، در این مناطق غالب گردید. در دوره خلافت امویان مسلمان در شرق تا ماوراءالنهر و در غرب کل شمال آفریقا تا مغرب اندلس پیش رفتند.